# Georges Lagouge
Georges Lagouge (Neuf-Mesnil, Nord, 5 de novembre de 1893 – Vieux-Mesnil, 8 de setembre de 1970) va ser un gimnasta artístic francès que va competir en els anys posteriors a la Primera Guerra Mundial.
El 1920 va prendre part en els Jocs Olímpics d'Anvers, on guanyà la medalla de bronze en el concurs complet per equips del programa de gimnàstica.